# Saison 10 de Clem
Chronologie
Saison 9 Saison 11
Cet article présente le guide des épisodes de la dixième saison de la série télévisée française Clem.

## Synopsis
Clem a repris son quotidien auprès de ses enfants et de sa famille. Grâce à l'aide d'Inès, elle a retrouvé du travail et participe à un groupe de parole afin de pouvoir faire son deuil. Elle commence une histoire d'amour avec Fred et se sent enfin heureuse après tous les drames qu'elle a vécus.
Le destin en a décidé autrement pour notre héroïne qui devra faire face à de nombreux obstacles lorsqu'Emma tombe soudainement malade. 

## Distribution

### Acteurs principaux
- Lucie Lucas : Clémentine Boissier (ex Thévenet)
- Joséphine Berry : Salomé Boissier
- Jean Dell : Michel Brimont
- Carole Richert : Marie-France Brimont
- Thomas Chomel : Valentin Brimont
- Agustín Galiana : Adrian Moron
- Maëva Pasquali : Inès Munoz
- Yann Sundberg : Stéphane Minassian, compagnon d'Inès
- Élina Solomon : Emma Thévenet
- Elsa Houben : Victoire Brimont
- Guillaume Faure : Fred Bourgines, le kiné
- Keanu Peyran : Pablo Moron, le fils d'Adrian et Alyzée
- Lily Nambininsoa : Izia Gacem, petite amie de Valentin
- Juliette Augert : Justine, la CPE du lycée et la nouvelle compagne d'Adrian

### Acteurs récurrents et invités
- Rémy Pedevilla : Achille Saadi, chef des pompiers
- Gabriel Dryss : Joris, camarade de classe de Valentin
- Juliette Arnaud : Rachel / Léa Bourgines
- Alexandre De Caro : Antoine
- Cristiana Reali : Nathalie
- Karina Testa : Amélie, nouvelle collègue de Clem
- Guillaume Denaiffe : Bernard, nouveau patron de Clem
- Marion Seclin : Clara, une militante écologiste
- Emmanuelle Bouaziz : Alma, professeure et directrice de l'école de danse

## Épisodes

### Épisode 1:Je suis là
- Suisse : 25 août 2020 sur RTS Un
- Belgique : 16 juin 2020 sur La Une
- France : 14 septembre 2020 sur TF1

- France :  2,92 millions de téléspectateurs (12,7 % de parts de marché)

- Juliette Augert : Justine, la CPE
- Emmanuelle Bouaziz : Alma, professeur et directrice du club de danse
- Jeannelore Aglossi : Aïssa, réceptionniste du club de danse
- Marion Seclin : Clara, militante écologiste
- Karina Testa : Amélie, collègue de Clem chez Ozra
- Mounira Barbouch : Christine
- Inan Çiçek : Francis
- Juliette Arnaud : Rachel
- David Le Roch : Thierry
- Stéphane Di Spirito : Voisin des Brimont

### Épisode 2:Mon amour
- Suisse : 25 août 2020  sur RTS Un
- Belgique : 16 juin 2020 sur La Une
- France : 14 septembre 2020 sur TF1

- France :  2,49 millions de téléspectateurs (13,5 % de parts de marché)

- Juliette Augert : Justine
- Emmanuelle Bouaziz : Alma
- Cristiana Réali : Nathalie
- Marion Seclin : Clara
- Jules Miesch : Stan
- Karina Testa : Amélie
- Mounira Barbouch : Christine
- Ilan Çiçek : Francis
- Juliette Arnaud : Rachel / Léa

### Épisode 3:Je ne lâcherai pas
- Suisse : 1er septembre 2020 sur RTS Un
- Belgique : 23 juin 2020 sur La Une
- France : 21 septembre 2020 sur TF1

- France :  2,97 millions de téléspectateurs (12,9 % de parts de marché)

### Épisode 4:Ma bataille
- Suisse : 1er septembre 2020 sur RTS Un
- Belgique : 23 juin 2020 sur La Une
- France : 21 septembre 2020 sur TF1

- France :  2,63 millions de téléspectateurs (14,0 % de parts de marché)

- Cristiana Réali : Nathalie
- Juliette Augert : Justine
- Emmanuelle Bouaziz : Alma
- Juliette Arnaud : Rachel / Léa Bourgines
- Marion Seclin : Clara
- Karina Testa : Amélie
- Guillaume Denaiffe : Bernard
- Marc Ségala : Monsieur Vernet
- Colette Kraffe : Yvette
- Florian Spitzer : Le propriétaire de l'appartement d'Adrian
- Florence Müller : Sophie
- Mila Rips : Marion
- Vincent Rialet : Enzo

### Épisode 5:Pour la vérité
- Suisse : 8 septembre 2020 sur RTS Un
- Belgique : 30 juin 2020 sur La Une
- France : 28 septembre 2020  sur TF1

- France :  3,06 millions de téléspectateurs (12,7 % de parts de marché)

### Épisode 6:Pour te sauver
- Suisse : 8 septembre 2020 sur RTS Un
- Belgique : 30 juin 2020 sur La Une
- France : 28 septembre 2020  sur TF1

- France :  2,76 millions de téléspectateurs (13,5 % de parts de marché)